# Non è successo niente (Sclavi)
Non è successo niente è un romanzo di Tiziano Sclavi del 1998.

## Trama
I protagonisti sono scrittori e autori di fumetti, visti dall'interno della loro mente, nella loro vita quotidiana e nel loro approccio alla materia. Contiene anche alcune curiosità sul personaggio dei fumetti di Dylan Dog e vi è il ritorno di Dellamorte Dellamore.
In questo romanzo, Sclavi, con una certa autoironia, racconta episodi di parte della propria vita vissuta con la sua compagna, il racconto è a tratti esilarante, a tratti grottesco.
Una curiosità: tutti i nomi dei personaggi reali citati sono distorti o in qualche modo camuffati o se ne citano i nomignoli.

## Edizioni
- Tiziano Sclavi, Non è successo niente, prima ed., collana Oscar bestsellers, Arnoldo Mondadori Editore, 1998,  p. 420, ISBN 88-04-45946-8.